# Uganda Airlines (1976–2001)
Az Uganda Airlines Uganda nemzeti légitársasága volt. A légitársaságot 1976 májusában alapították és 1977-ben kezdte meg a működését. Központja Entebbében volt, és a bázisrepülőtere az Entebbei nemzetközi repülőtér volt.
Az ugandai kormány kísérletet tett a vállalat privatizálására, de minden lehetséges pályázó visszalépett, ami végül az Uganda Airlines Corporation 2001. májusi felszámolásához vezetett. A légitársaságot később újraindították, és 2019-ben ugyanezen a néven, Uganda Airlines-ként kezdett újra működni.

## Története

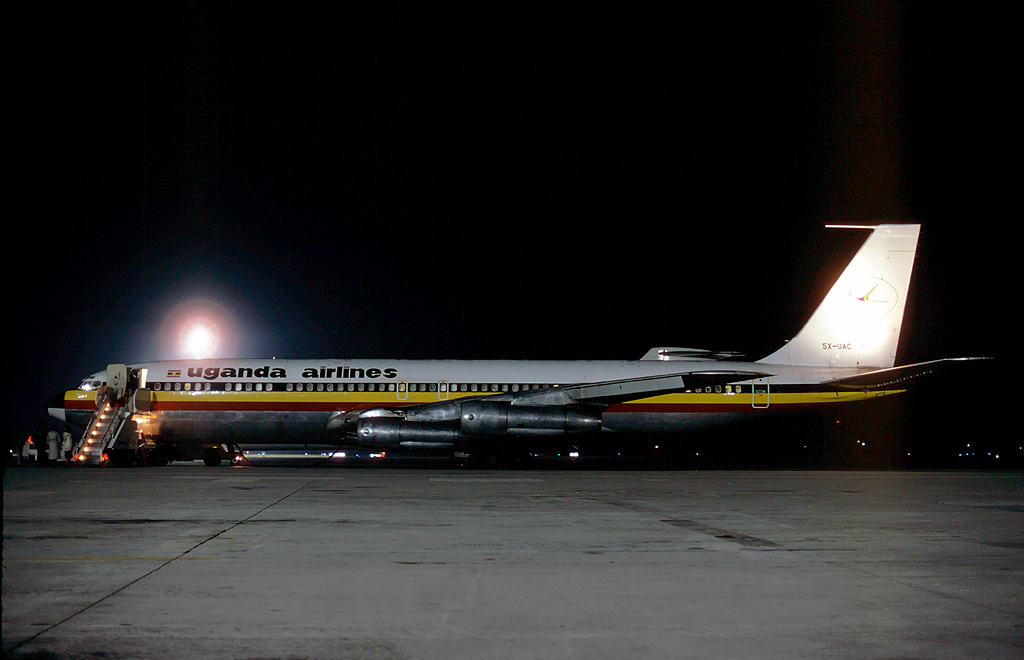
Az Uganda Airlines Boeing 707-320C típusú repülőgépe az EuroAirport repülőtéren 1980-ban.

Az Uganda Airlines a kormány tulajdonában lévő Uganda Development Corporation (UDC) leányvállalataként jött létre 1976 májusában, a megszűnt East African Airways által üzemeltetett járatok helyettesítésére. 1977-ben kezdte meg működését, amikor az Uganda Aviation Services (UAS), amelyet 1965-ben a British United Airways alapított, de akkor még az UDC leányvállalata volt, beolvadt az Uganda Airlinesba, átvéve az UAS útvonalhálózatát. Miután az 1970-es évek végén megérkezett az első Boeing 707-320C, új járatokat indítottak Brüsszelbe, Londonba és Rómába. Egy második Boeing 707-320C 1981-ben került a flottába. Abban az évben új útvonalakat indítottak Kairóba, Kölnbe és Dubajba, majd az elkövetkező években további járatokat indítottak Dar es-Salaamba, Nairobiba és Moshiba.
1990 márciusára a flotta egy Boeing 707-320C, két Fokker F27-600, egy Lockheed L-100-30, egy DHC–6 Twin Otter és egy B-N Trislander repülőgépből állt. A cég 1994-ben bérelt egy Boeing 737-est az Air Zimbabwétől hogy Bujumburát, Kigalit és több dél-afrikai célállomást ki tudjanak szolgálni. Tel-Aviv 1995-ben került be az útvonalhálózatba, 1998-ra pedig minden európai útvonal megszűnt.
Az Alliance Air 1994 végi létrehozásakor, Tanzánia és Uganda az új légitársaságnak adta a hosszú távú járatok üzemeltetési jogát. A megállapodás célja, hogy az Alliance Air tevékenységét az Air Tanzania és az Uganda Airlines belföldi és regionális járataival egészítse ki. Mindkét légitársaság növekedése azonban elmaradt a várttól, és az Uganda Airlines által felhalmozott veszteség arra késztette az ugandai kormányt, hogy döntsön a légitársaság felszámolásáról vagy privatizálásáról.

### Privatizációs kísérlet és összeomlás
Az 1990-es évek végén a légitársaság a rossz pénzgazdálkodás miatt kényes pénzügyi helyzetbe került, amikor az ugandai kormány az eladósodott légitársaság privatizációját tervezte, és befektetőt keresett a vállalat fenntartásához. Az Alliance Air/South African Airways, az Air Mauritius, a British Airways, a johannesburgi székhelyű Inter Air, a Kenya Airways és a Sabena kezdetben mind potenciális pályázóknak tűntek, de végül nem nyújtottak be pályázatot, kivéve az SAA-t, amely 1999-re az egyetlen pályázó maradt. Az SAA 49%-os részesedéssel rendelkezett volna a vállalatban, később azonban visszavonta ajánlatát, miután a törvényhozók erős ellenállásába ütközött. Mivel nem volt ajánlat, az ugandai kormány 2001 májusában felszámolta a légitársaságot.

## Célállomások

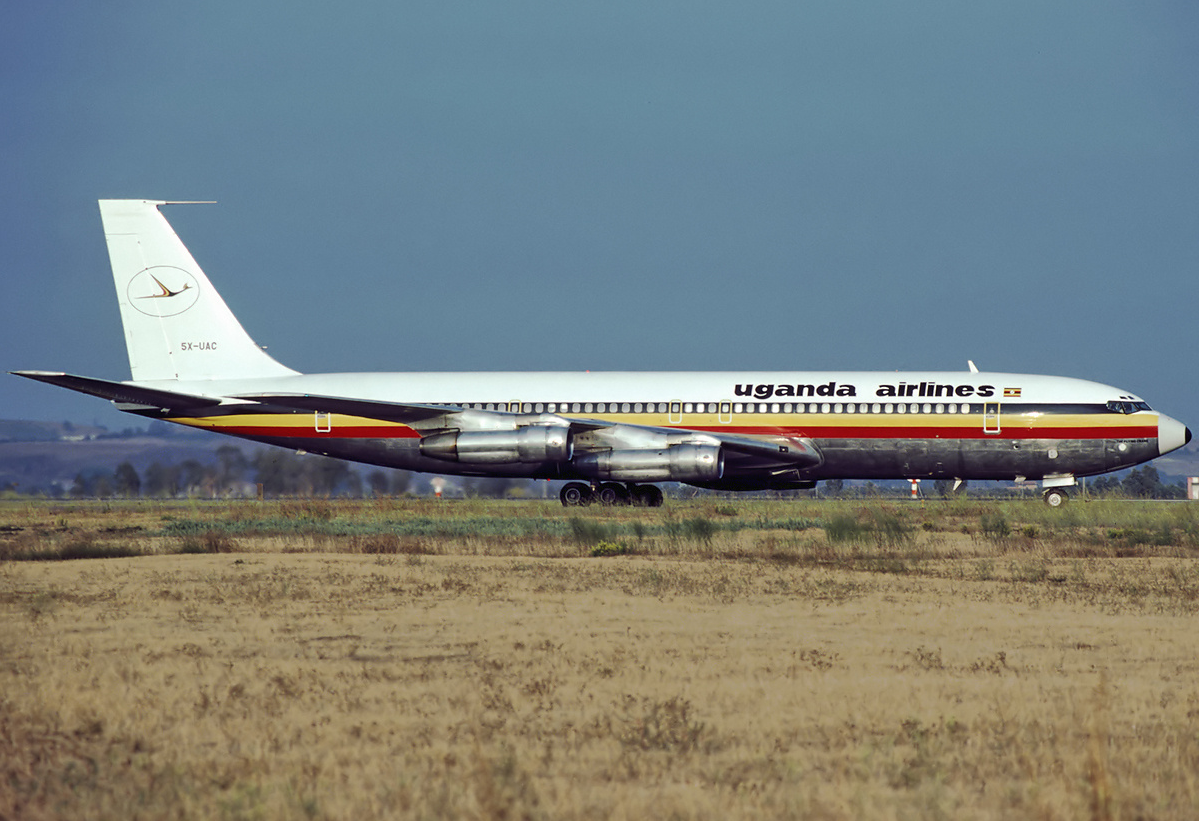
Az Uganda Airlines Boeing 707-320C típusú repülőgépe a Róma-Fiumicino nemzetközi repülőtéren 1987-ben.

Fénykorában az Entebbei nemzetközi repülőtérről a vállalat menetrend szerinti járatokat üzemeltetett afrikai, európai és közel-keleti célállomásokra. Az Uganda Airlines a történetében a következő célállomásokat szolgálta ki:

### Codeshare megállapodások
Az Uganda Airlines-nak a következő légitársaságokkal volt codeshare egyezménye a megszűnésének pillanatában:
- Air Tanzania
- Emirates
- Kenya Airways

## Flotta

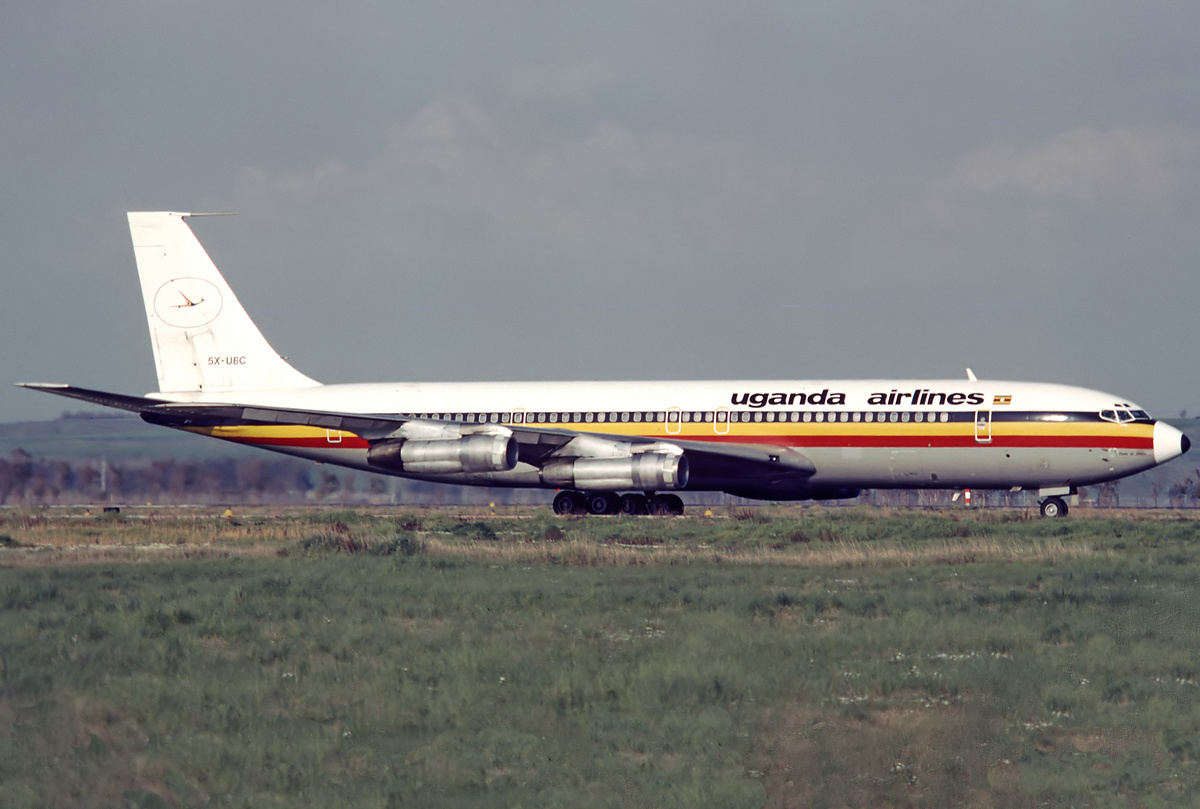
Az 5X-UBC lajstromú Uganda Airlines repülőgép 1983-ban a Róma-Fiumicino nemzetközi repülőtéren. Ugyanez a repülőgép zuhant le ugyanezen a repülőtéren 1988. október 17-én.

A légitársaság a története során az alábbi repülőgépeket üzemeltette:
| - Britten-Norman Trislander - DHC–6 Twin Otter - Boeing 707-320C - Boeing 727 - Boeing 737-200 - Boeing 737-500 - Cessna 402B | - Cessna U206 - Cherokee 235 - Cherokee Six - Fokker F-27-600 - King Air 100 - Lockheed L-100-30 |

## Balesetek
Az Aviation Safety Network szerint a légitársaság története során három baleset történt; ezek közül csak egy követelt halálos áldozatokat.
- 1979. április 1-jén a tanzániai hadsereg megsemmisített egy 5X-UAL lajstromú Boeing 707-es repülőgépet az Entebbei nemzetközi repülőtéren, miután elfoglalták Kampalát az ugandai–tanzániai háborúban.[14]
- 1985. november 10-én két férfi eltérített egy Entebbéből Aurába tartó Fokker F-27 típusú repülőgépet, amelynek a fedélzetén 48 fő tartózkodott. Körülbelül fél órával a felszállás után a pilóta rádión közölte, hogy egy fegyveres férfi eltérítette a járatot. A repülőgép az ugandai Kasese városában szállt le, amely a Nemzeti Ellenállási Hadsereg (NRA) egyik fellegvára volt. Az NRA egy lázadó csoport, amely az ugandai rezsim ellen harcolt. Az utasokat (a gépeltérítők kivételével) és a személyzetet később szabadon engedték. Az utolsó csoportot 1985. december 17-én engedték szabadon.[15]
- 1988. október 17-én az Uganda Airlines 775-ös járata Londonból érkezett Rómába és onnan Entebbébe indult volna tovább. A repülőgép a rossz látási körülmények miatt lezuhant a Róma-Fiumicino nemzetközi repülőtér közelében. A járatot egy Boeing 707-320C típusú, 5X-UBC lajstromjelű repülőgéppel teljesítették. A repülőgép egy épület tetejével való ütközés után széttört, és lángba borult. A fedélzeten tartózkodó 52 utas közül 33-an meghaltak, míg sok túlélő súlyosan megsérült.[16]

## Fordítás
Ez a szócikk részben vagy egészben  az   Uganda Airlines (1976–2001) című angol Wikipédia-szócikk ezen változatának fordításán alapul.  Az eredeti cikk szerkesztőit annak laptörténete sorolja fel. Ez a jelzés csupán a megfogalmazás eredetét és a szerzői jogokat jelzi, nem szolgál a cikkben szereplő információk forrásmegjelöléseként.